# مارك ويلزي
مارك ويلزي (بالإنجليزية: Mark Welsh)‏ هو ضابط أمريكي، ولد في 26 يناير 1953 في سان أنطونيو في الولايات المتحدة.